# Christie (Oklahoma)
|  | No s'ha de confondre amb Christie's. |

Christie és una concentració de població designada pel cens dels Estats Units a l'estat d'Oklahoma. Segons el cens del 2000 tenia 166 habitants.

## Demografia
Segons el cens del 2000, Christie tenia 166 habitants, 65 habitatges, i 52 famílies. La densitat de població era de 8,3 habitants per km².
Dels 65 habitatges en un 32,3% hi vivien nens de menys de 18 anys, en un 58,5% hi vivien parelles casades, en un 15,4% dones solteres, i en un 20% no eren unitats familiars. En el 15,4% dels habitatges hi vivien persones soles el 7,7% de les quals corresponia a persones de 65 anys o més que vivien soles. El nombre mitjà de persones vivint en cada habitatge era de 2,55 i el nombre mitjà de persones que vivien en cada família era de 2,83.
Per edats la població es repartia de la següent manera: un 24,1% tenia menys de 18 anys, un 7,8% entre 18 i 24, un 29,5% entre 25 i 44, un 21,7% de 45 a 60 i un 16,9% 65 anys o més.
L'edat mediana era de 38 anys. Per cada 100 dones de 18 o més anys hi havia 93,8 homes.
La renda mediana per habitatge era de 19.063 $ i la renda mediana per família de 27.656 $. Els homes tenien una renda mediana de 25.893 $ mentre que les dones 17.143 $. La renda per capita de la població era de 9.268 $. Entorn del 17,8% de les famílies i el 17% de la població estaven per davall del llindar de pobresa.

## Poblacions properes
El següent diagrama mostra les poblacions més properes.